# Claudia Porchietto
Claudia Porchietto (Venaria Reale, 30 maggio 1967) è una politica italiana, deputata per Forza Italia dal 2018.

## Biografia
Laureata in Economia e Commercio, dottore commercialista, dirige con il marito uno studio commerciale e partecipa alla gestione dell'azienda di famiglia.
Ricopre gli incarichi di consigliere, presidente del Gruppo giovani e poi vicepresidente con delega a credito e finanza all'interno dell'API (Associazione Piccole e Medie Imprese di Torino e Provincia), di cui nel 2005 diviene Presidente provinciale, incarico mantenuto fino al 2009.
È stata vicepresidente di Eurofidi e Unionfidi e componente del Consiglio di Amministrazione del Fondo di previdenza complementare nazionale Fondapi.

### Attività politica
Alle elezioni amministrative del 2009 è candidata dalla coalizione di centrodestra come Presidente della Provincia di Torino arrivando al Ballottaggio, dove ottiene il 42,6% ed è sconfitta da Antonino Saitta del centrosinistra
Nel 2010 è eletta per la prima volta in Consiglio regionale del Piemonte, con il Popolo delle Libertà della circoscrizione di Torino e viene nominata assessore regionale a Lavoro e Formazione professionale nella giunta guidata da Roberto Cota. Nel 2013 segue il suo “maestro” Maurizio Sacconi nel Nuovo Centrodestra salvo poi passare a Forza Italia dopo quattro mesi.
Alle elezioni regionali del 2014 viene rieletta nel Consiglio regionale piemontese con Forza Italia, nella circoscrizione di Torino, con 5.615 voti di preferenza svolgendo poi un ruolo di opposizione alla giunta di centro-sinistra di Sergio Chiamparino. Nel 2016 rifiuta la proposta del coordinatore regionale di FI Pichetto di candidarsi a sindaco di Torino.
Viene candidata alle elezioni politiche del 2018 da Forza Italia nel collegio uninominale Piemonte 1 - 08 alla Camera dei deputati, venendo eletta con 56.361 voti pari al 36,99% contro il 31,91% della candidata grillina Roberta Cavuoti. Si propone poi, come successo nel 2014, come candidata del centro-destra alla presidenza della sua regione ma le viene preferito l'europarlamentare di FI Alberto Cirio. Alle elezioni politiche anticipate del 25 settembre 2022 viene candidata per la Camera dei deputati come capolista nel collegio plurinominale di Torino, ma non è rieletta.
Nel maggio del 2024, in occasione delle elezioni europee, viene candidata nella lista di Forza Italia per la circoscrizione nord-occidentale. Con oltre 6.000 preferenze si piazza nona in lista non risultando eletta.